# Битва при Оранике (1456)
Вторая битва при Оранике произошла весной 1456 года на равнинах Ораник (город Дебар в современной Северной Македонии). Моис Арианити Големи, правитель Дебара (Дибры) и один из офицеров Скандербега, дезертировал к османам после поражения при Берате в 1455 году. Моис Големи выступил из Эдирне с османской армией в 15 000 человек, чтобы захватить Албанию, но был быстро разбит меньшими силами Скандербега.

## Исторический фон
Сопротивление Скандербега продолжалось уже более десяти лет, и за это время он разгромил много турецких армий. Турки-османы послали войска вторжения под командованием Иса-Бея Эвренос-оглу, чтобы покорить Южную Албанию. В ходе этого вторжения Иса-бей захватил албанскую крепость Берат и уменьшил албанское сопротивление. Моис Арианити Големи из Дибры, один из самых доверенных офицеров Скандербега, дезертировал к османам и сделал попытку победить Скандербега, используя турок-османов. Он покинул Эдирне с 15 тысячами солдат и двинулся в сторону Албании. Благодаря знаниям Моиса Големи о стратегии Скандербега и об албанских землях, Скандербег принял все необходимые меры для обороны.

## Перед битвой
Поскольку Моис Арианити Големи был мастером ловкости и хитрости, Скандербег позволил захватчику беспрепятственно пройти через Ораник. Даже когда Моис прибыл, Скандербег был готов примириться с ним, отправив послов, но Моис Големи не остановил его марша. Две армии встретились, и битва началась с поединка один на один между солдатами из двух армий. Турок по имени Ахимаз вышел вперед и бросил вызов, который был принят албанцем Захарией Гропой. Оба всадника выехали верхом, и оба были сброшены. Сражение продолжалось до тех пор, пока Захария не ударил Ахимаза ножом в горло и не отрубил ему голову, в то время как две лошади скакали к албанским позициям, что было воспринято войсками Скандербега как добрый знак. Затем Моис вышел и вызвал Скандербега на личный поединок, что вызвало у Скандербега сомнения. Когда Скандербег направился к Моису, последний развернулся и бежал обратно к своей армии, отдав приказ начать атаку на албанцев.

## Битва
Османские войска стояли в двух линиях, вторая из линий состояла из отборных солдат, которые должны были поддержать первую в случае неприятностей. За этими двумя линиями находился Моис Арианити Големи со своим резервом, состоящим из албанцев, вероятно, его племенных сторонников. Силы Скандербега, состоявшие из 6 000 всадников и 4 000 пехотинцев, были разделены на три линии с командиром, отвечавшим за середину. Обе турецкие линии обороны быстро сломались под натиском албанской кавалерии, и битва перешла в рукопашный бой, в который были вовлечены оба командующих. Скандербег был сброшен с лошади, но первоначальный толчок дал Скандербегу преимущество, которое он никогда не терял. Моис бежал примерно с одной третью своей армии.

## Последствия
Моис Арианити Големи некоторое время бродил по приграничным районам, а затем вернулся в Эдирне, где на него смотрели с презрением. Он оказался в долгах и жил в атмосфере страха и дурных предчувствий. Он вдруг решил сдаться на милость Скандербега. Ночью он покинул Эдирн и отправился в Дебар, где его хорошо приняли. Скандербег находился в соседнем гарнизоне, и Моис Големи отправился туда, чтобы просить прощения. Скандербег простил его и вернул ему его владения. В честь его возвращения были зажжены костры, и люди были предупреждены, что его преступление никогда не должно публично упоминаться.